# Joëlle Allouche-Benayoun
Pour les articles homonymes, voir Allouche et Benayoun.
 (mai 2025).
Joëlle Allouche-Benayoun est une enseignante chercheuse retraitée française, spécialiste du judaïsme français.

## Biographie
Joëlle Allouche-Benayoun naît à Constantine en Algérie, elle s'installe en métropole en 1962 et soutient un doctorat en psychologie sociale en 1976 à l'École pratique des hautes études, sous la direction de Claude Veil. Elle a enseigné à l'Université de Picardie (Amiens), à l'Université de Lille, à l'Institut national des langues et civilisations orientales (INALCO) et à l'Université Paris-Est Créteil Val-de-Marne et comme professeure à l’Institut universitaire Élie Wiesel.
Elle est embre statutaire puis membre associée depuis 2012 au sein du Groupe Sociologies, Religions, Laïcités (GSRL CNRS/EPHE) et présidente du conseil scientifique du Centre civique d’études du fait religieux (CCEFR). Présidente du Cercle de généalogie juive de France de mars 2004 à mars 2010, elle en est la vice-présidente depuis, ainsi que la rédactrice en chef de la revue trimestrielle Généalo-J.
Spécialiste du monde juif, elle a publié divers travaux sur la famille juive (mariages mixtes, enfants issus de couples mixtes), sur la place de la femme dans le judaïsme, sur les conversions au judaïsme, sur les rabbins en France, sur l'antisémitisme, sur les Juifs d'Algérie.

## Publications
- Avec Doris Bensimon, Les Juifs d'Algérie. Mémoires et identités plurielles, éditions Cerf-Stavit, 1998
- Avec Laurence Podselver, Les mutations de la fonction rabbinique, éditions Observatoire du Monde juif, Paris, 2002
- (coll.) Les Juifs d'Algérie, (sous la direction de S.Trigano), Paris, éditions AIU, 2002
- L'image des Juifs dans l'enseignement de l'histoire en France, Nadir 2008
- (co-dir.) avec G. Jikeli, Perceptions of the Holocaust in Europe and Muslim Communities. Sources, Comparisons and Educational Challenges,  Springer, 2013.
- Avec Geneviève Dermenjian, Les Juifs d'Algérie, une Histoire de ruptures, éditions Presses universitaires de Provence, 2015.
- « Antijudaïsme dans l’Algérie coloniale : le pogrom du 5 août 1934 à Constantine comme révélateur de « deux hostilités » in Dominique Schnapper, Perrine Simon-Nahum, Paul Salmona (dir.), Réflexions sur l’antisémitisme, Odile Jacob, 2016, p. 75-85.
- (co-dir.) avec Anne-Laure Zwilling, Rita Hermont-Belot et Lionel Obadia, Atlas des minorités religieuses en France, Presses universitaires de Strasbourg, 2019[5].